# Marc-Olivier Doué
Marc-Olivier Doué (Bordeaux, 11 ottobre 2000) è un calciatore francese, di origini ivoriane, difensore del Castellón.

## Biografia
Anche i cugini Guéla, Désiré Doué e Yann Gboho sono calciatori professionisti.

## Caratteristiche tecniche
È un difensore centrale, adattabile a terzino destro.

## Carriera

### Club
Ha iniziato la sua carriera calcistica nelle giovanili del Bordeaux. Il 12 ottobre 2018 viene acquistato dal PEC Zwolle. Doué esordisce con la prima squadra il 25 agosto 2019 in occasione del match di campionato pareggiato per 2-2 contro lo Sparta Rotterdam, subentrando a Sam Kersten. Fra Eredivisie e coppa nazionale, colleziona in tutto otto presenze con la prima squadra degli olandesi.
Nell'agosto del 2021, poco dopo la fine della sua esperienza allo Zwolle, si accasa al Virton, nella seconda divisione belga. Il 5 novembre mette a segno la sua prima rete da professionista, aprendo le marcature nella vittoriosa trasferta per 3-1 sul campo del Lommel.

## Statistiche
Statistiche aggiornate al 30 giugno 2023.

### Presenze e reti nei club
| Stagione          | Squadra           | Campionato        | Campionato | Campionato | Coppe nazionali | Coppe nazionali | Coppe nazionali | Coppe continentali | Coppe continentali | Coppe continentali | Altre coppe | Altre coppe | Altre coppe | Totale | Totale | Totale |
| Stagione          | Squadra           | Comp              | Pres       | Reti       | Comp            | Pres            | Reti            | Comp               | Pres               | Reti               | Comp        | Pres        | Reti        | Pres   | Reti   |        |
| ----------------- | ----------------- | ----------------- | ---------- | ---------- | --------------- | --------------- | --------------- | ------------------ | ------------------ | ------------------ | ----------- | ----------- | ----------- | ------ | ------ | ------ |
| 2019-2020         | PEC Zwolle        | ED                | 1          | 0          | CO              | 0               | 0               |                    | -                  | -                  |             | -           | -           | 1      | 0      |        |
| 2020-2021         | PEC Zwolle        | ED                | 6          | 0          | CO              | 1               | 0               |                    | -                  | -                  |             | -           | -           | 7      | 0      |        |
| Totale PEC Zwolle | Totale PEC Zwolle | Totale PEC Zwolle | 7          | 0          |                 | 1               | 0               |                    | -                  | -                  |             | -           | -           | 8      | 0      |        |
| 2021-2022         | Virton            | D1B               | 24         | 2          | CB              | 0               | 0               |                    | -                  | -                  |             | -           | -           | 24     | 2      |        |
| 2022-2023         | Virton            | D1B               | 26         | 1          | CO              | 1               | 0               |                    | -                  | -                  |             | -           | -           | 27     | 1      |        |
| Totale Virton     | Totale Virton     | Totale Virton     | 50         | 3          |                 | 2               | 0               |                    | -                  | -                  |             | -           | -           | 52     | 3      |        |
| 2023-2024         | Eldense           | SD                | 0          | 0          | CR              | 0               | 0               |                    | -                  | -                  |             | -           | -           | 0      | 0      |        |
| Totale carriera   | Totale carriera   | Totale carriera   | 57         | 3          |                 | 2               | 0               |                    | -                  | -                  |             | -           | -           | 59     | 3      |        |